# Öster-Rörtjärnen
Öster-Rörtjärnen är en sjö i Bräcke kommun i Jämtland och ingår i Ljungans huvudavrinningsområde. Sjön är 8,2 meter djup, har en yta på 0,107 kvadratkilometer och befinner sig 443 meter över havet. Sjön avvattnas av vattendraget Täckelån.

## Delavrinningsområde
Öster-Rörtjärnen ingår i det delavrinningsområde (697637-150792) som SMHI kallar för Utloppet av Öster-Rörtjärnen. Medelhöjden är 471 meter över havet och ytan är 0,66 kvadratkilometer. Det finns inga avrinningsområden uppströms utan avrinningsområdet är högsta punkten. Täckelån som avvattnar avrinningsområdet har biflödesordning 3, vilket innebär att vattnet flödar genom totalt 3 vattendrag innan det når havet efter 157 kilometer. Avrinningsområdet består mestadels av skog (75 procent). Avrinningsområdet har 0,11 kvadratkilometer vattenytor vilket ger det en sjöprocent på 16,4 procent.